# Гудан

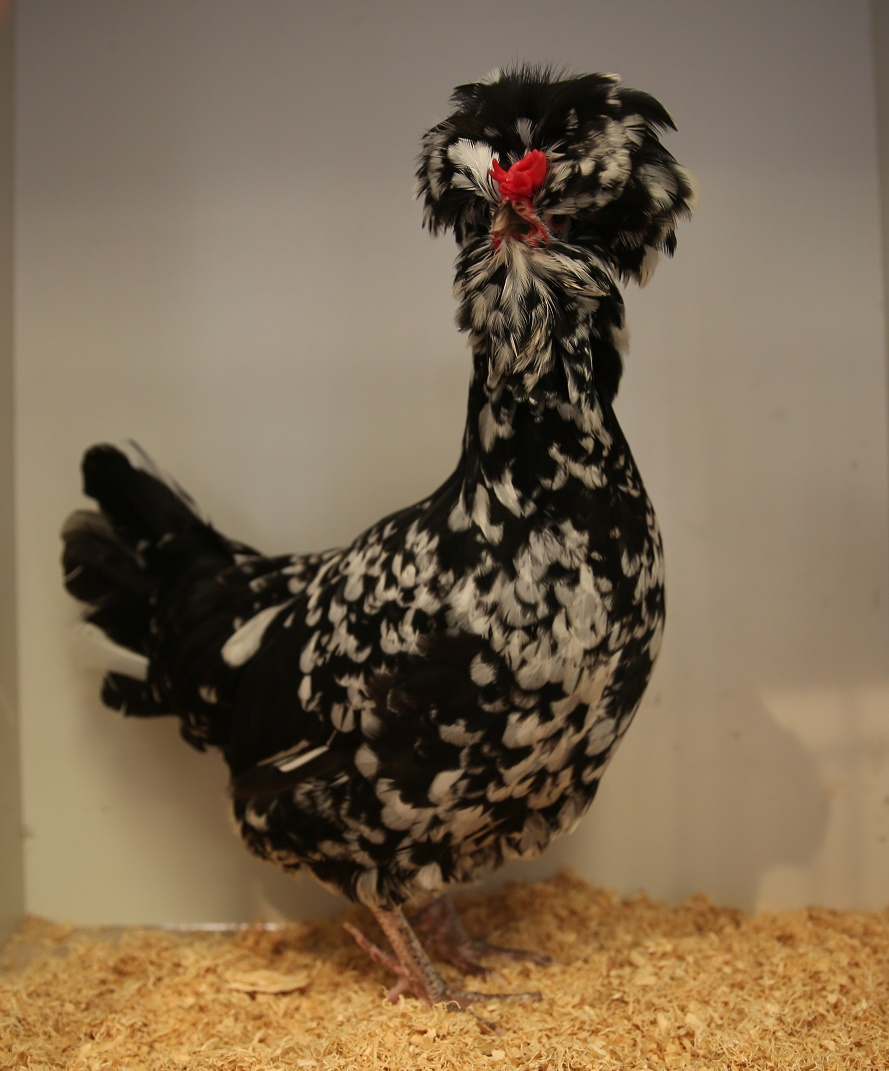
Взрослая крапчатая курица породы гудан

Гудан, гуданка (фр. Houndan) — старинная французская мясная (столовая), позже декоративная, порода кур.
Петухи массой до 3 кг, а куры до 2,5. Существует несколько разных окрасов породы, есть карликовая разновидность. Куры ежегодно откладывают 160 яиц массой около 65 граммов.

## История
Порода названа в честь места своего происхождения, коммуны Удан (фр. Houdan), в департаменте Ивелин к западу от Парижа. Может использоваться и на мясо.
Гудан — известная французская порода домашних кур. Появилась она, скорее всего, примерно в XVII веке, однако никто не знает, какие именно птицы участвовали при выведении. Подробно гуданы были описаны Шарлем Жаком в 1856 и 1858 годах. Он предположил, что возможные предки породы — доркинг и кревкёр.
Впервые птицы были завезены в Англию в 1850 году; в Северной Америке порода появилась около 1865 года, где и была внесена в первое издание Американского стандарта совершенства, выпущенное в 1874 году.

## Описание

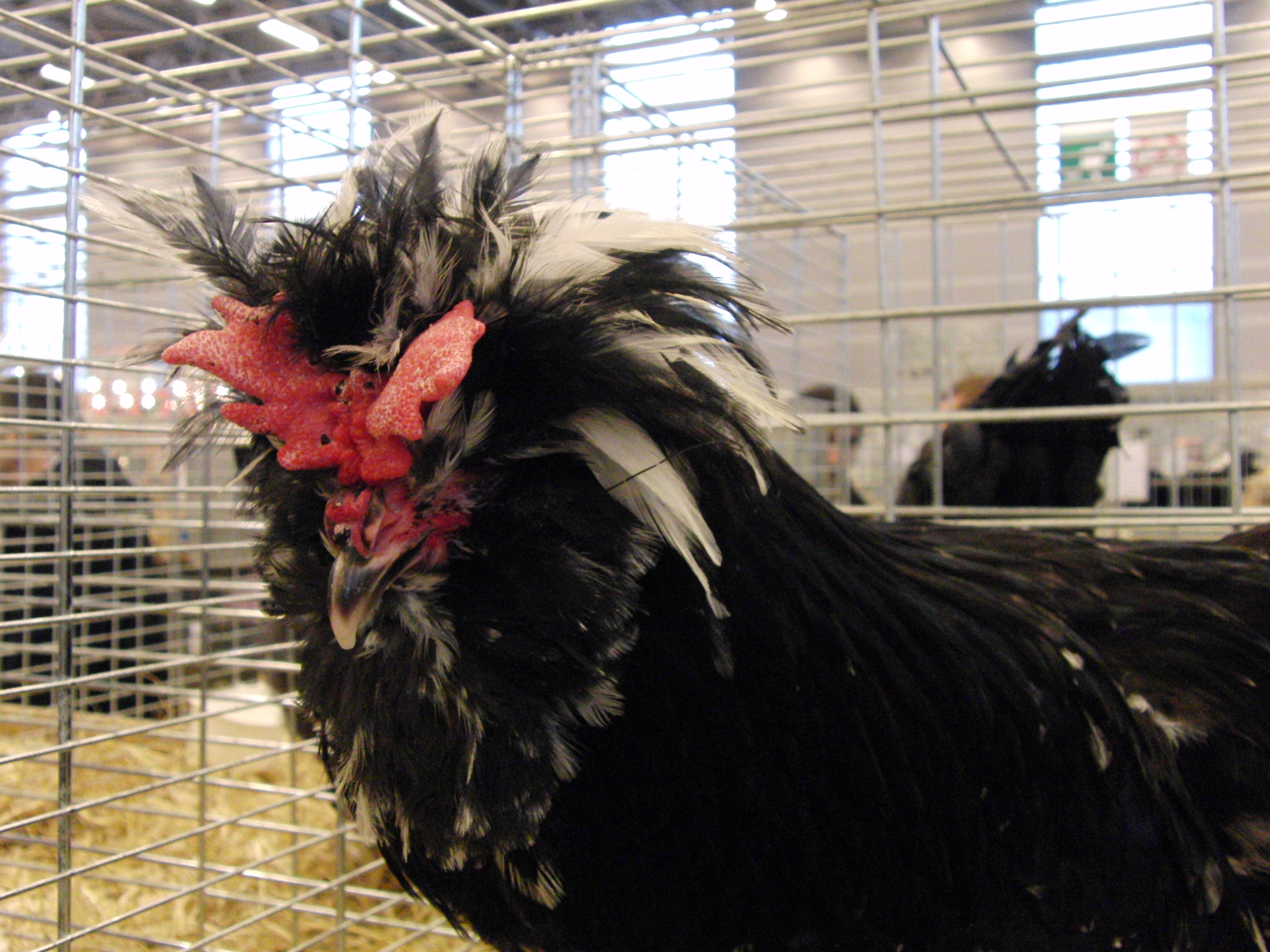

У кур и петухов гудан необычный листовидный гребень и пять пальцев на каждой ноге, а не четыре, как у большинства других пород кур. Мочки ушей и серёжки маленькие и полностью скрыты оперением. На голове — большой хохол, скрывающий гребень, который имеет форму листа (или раздвоенной бабочки) по европейским и австралийским стандартам. По стандартам Соединённых Штатов Америки куры могут также иметь гребень V-образной формы. Тело мощное, широкое и длинное. Глаза оранжево-жёлтые, клюв крепкий, спина хорошо развита. Шея крепкая, довольно короткая. Крылья плотно прижаты к телу; оперение густое. Перья хвоста длинные, по форме напоминают серп. Наиболее распространённая цветовая разновидность и единственная, признанная в Соединённом Королевстве, — пятнистая: чёрного цвета с белыми пятнами. Во Франции признаны ещё три окраса: чёрный, жемчужно-серый и белый. В Европе признаны чёрная крапчатая, пятнистая, жемчужно-серая и белая разновидности; чёрный окрас тоже разводится, однако он не признан. Белая разновидность была выведена в США. Другие окрасы, скорее всего, вымерли, в том числе голубой, пятнистый и красный.
Гудан является мясо-яичной породой: петухи весят 2,5—3 кг, а куры — 2—2,5 кг. Куры могут давать около 140—160 белых яиц в год, весом около 65 граммов каждое. Существует и карликовая разновидность породы: она была выведена в Великобритании вскоре после окончания Второй мировой войны и стала особенно популярной в Германии и Франции.
Раньше гуданов содержали как для яиц, так и для мяса: в XIX веке некоторое время это была одна из основных мясных пород Франции. Сейчас порода считается исчезающей, популяция несушек весьма низкая. Очень часто этих кур разводят для выставок, в то же время фермеры редко содержат гуданов в подсобных хозяйствах.

## Карликовая разновидность
Карликовая форма была выведена в Англии путём скрещивания крупной разновидности, карликового суссекса и неизвестной породы. Яйценоскость — такая же, как и у крупных особей этой же породы; минимальная масса яиц, пригодных для инкубации — 35 грамм. Масса петухов — 900 граммов, кур — до 800 граммов. Отличаются покладистым характером; также карликовым курам необходим свободный выгул. Окрасы такие же, как и у обычных особей породы.

## Галерея

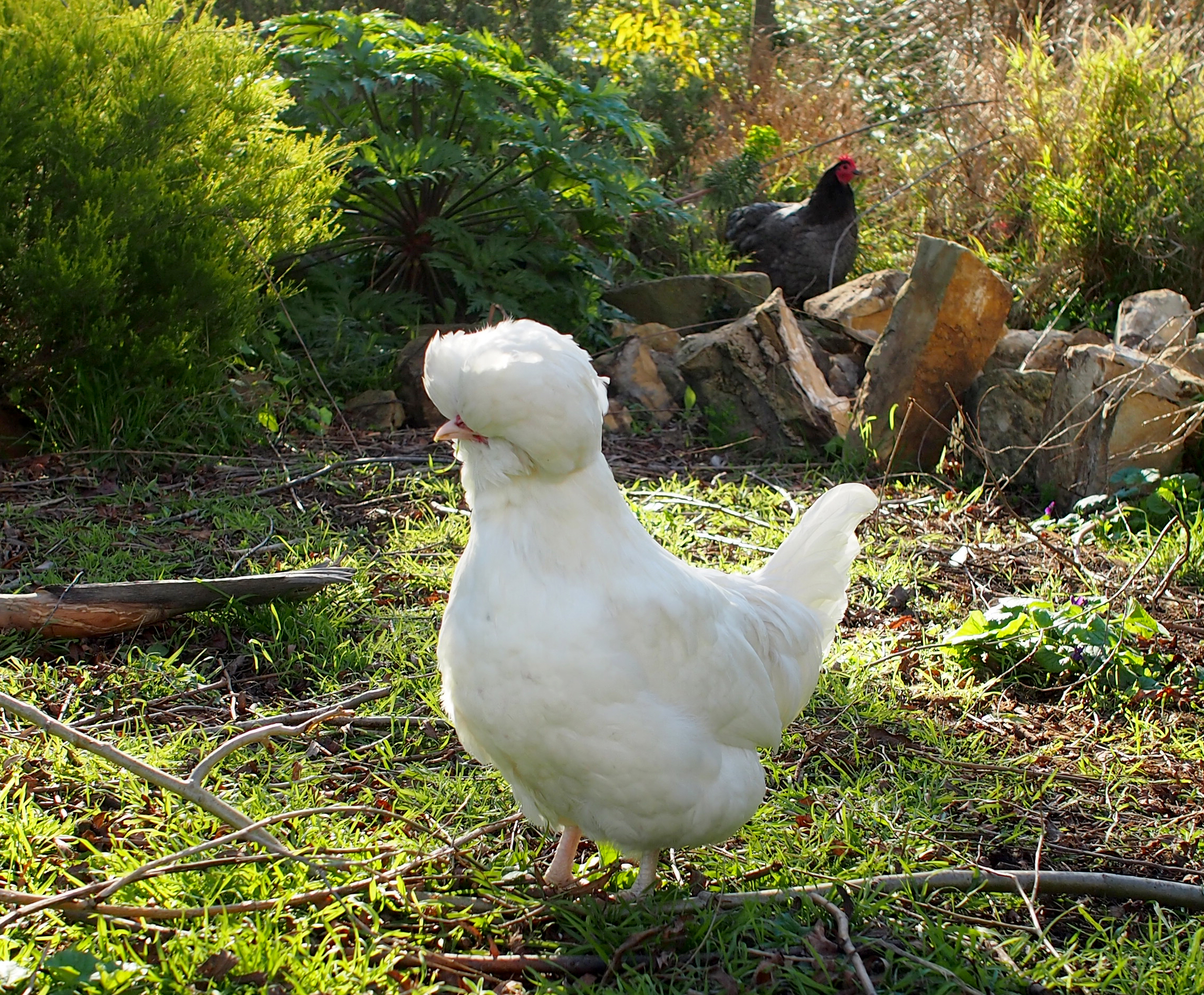
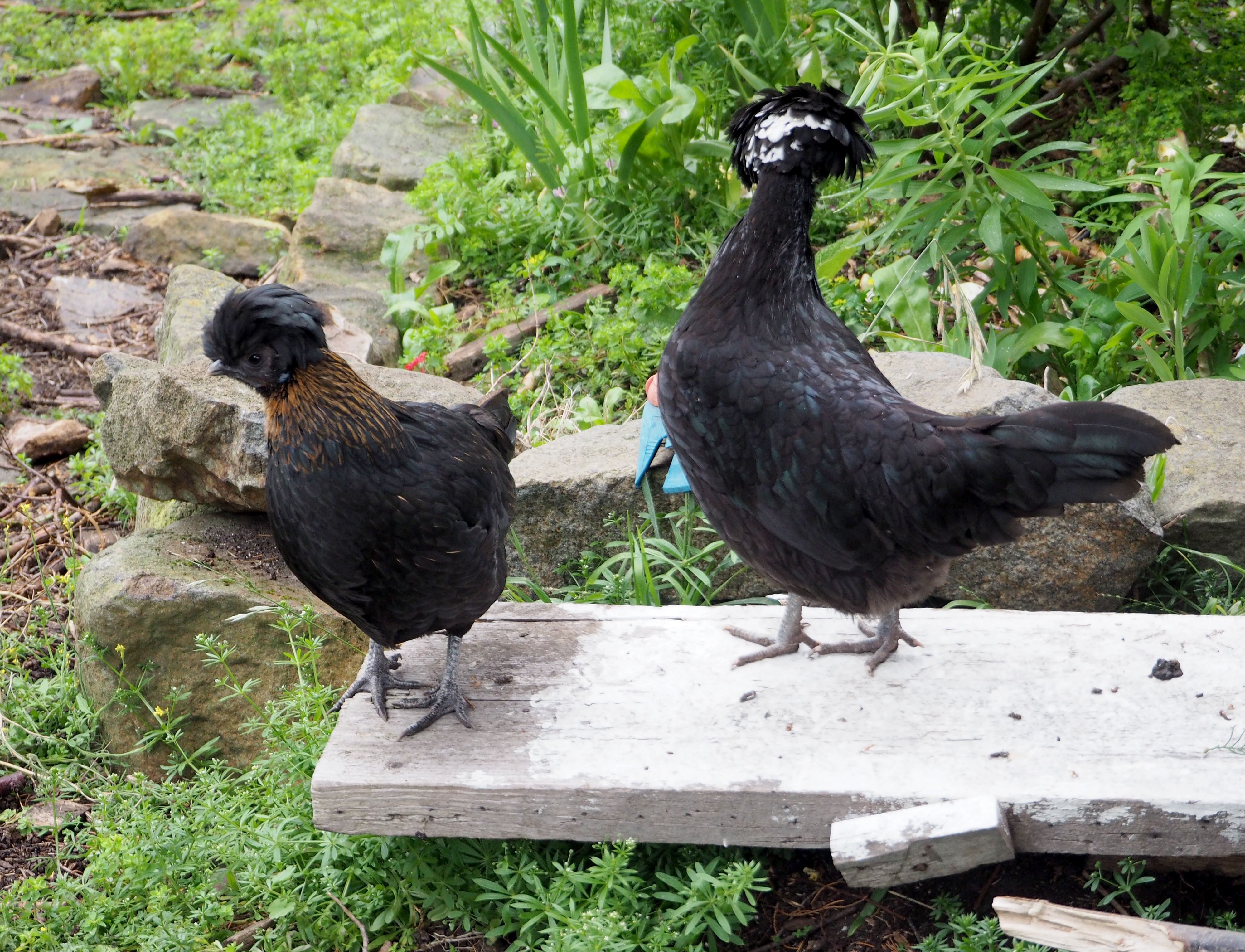
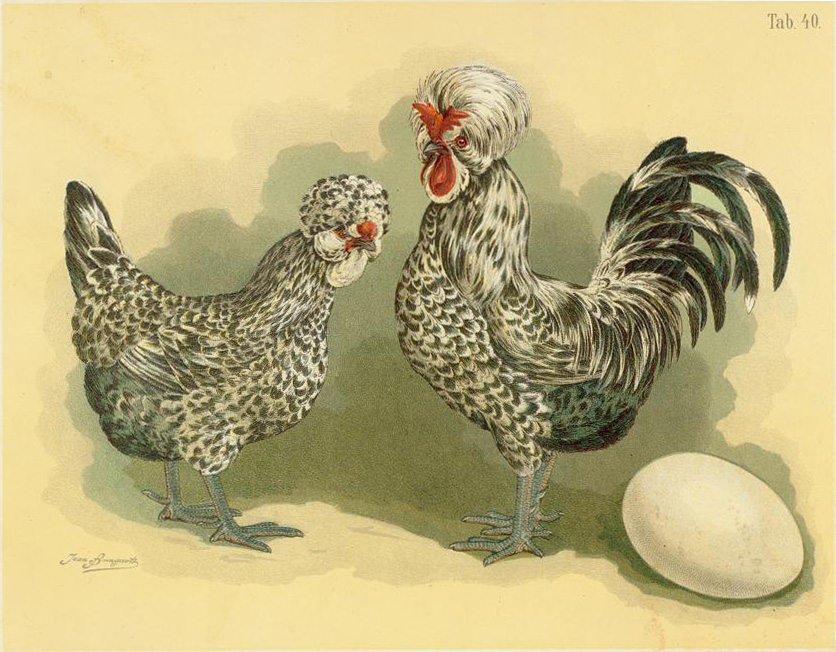